# Przedsiębiorstwo Komunikacji Samochodowej w Rybniku
Przedsiębiorstwo Komunikacji Samochodowej w Rybniku sp. z o.o. – rybnickie przedsiębiorstwo komunikacji samochodowej, zlikwidowane w 2015 r. Było drugim co do wielkości przewoźnikiem rybnickiej komunikacji miejskiej. Siedziba znajdowała się w Rybniku przy ulicy Jankowickiej 7.

## Historia
W 1953 roku na terenie Rybnika powstała Placówka Terenowa PKS Gliwice. Rybnicki PKS powstał w 1964 roku. Tabor przedsiębiorstwa liczył wówczas sto autobusów, obsługujących 112 linii. Składało się to na 921 dobowych kursów, podczas których obsługiwano 35 tysięcy osób. Przedsiębiorstwo zatrudniało w tym czasie niemal 600 pracowników.
Na początku XXI wieku przedsiębiorstwo połączyło się z PKS Wodzisław Śląski. W 2010 roku zostało postawione przez Skarb Państwa w stan likwidacji. Zostało zlikwidowane w 2015 roku, a realizowane przez nie linie przejęło przedsiębiorstwo Kłosok Żory.